# August Kekulé

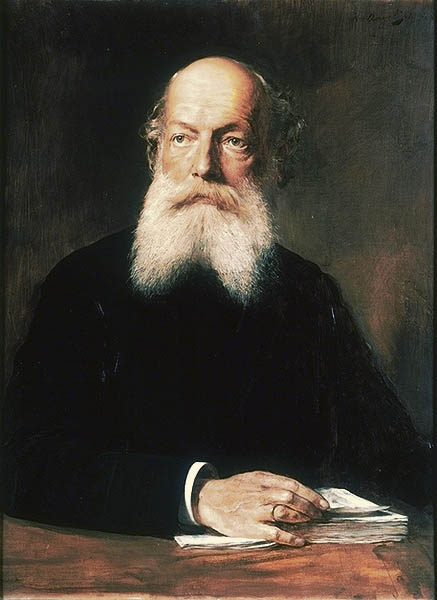
Porträt, 1890 anlässlich des 25-jährigen Jubiläums der Benzoltheorie

Friedrich August Kekulé, ab 1895 Kekule von Stradonitz, (* 7. September 1829 in Darmstadt; † 13. Juli 1896 in Bonn) war ein deutscher Chemiker und Naturwissenschaftler, der die Grundlagen für die moderne Strukturtheorie der organischen Chemie legte.

## Leben
Geboren wurde August Kekulé (seit der Anerkennung des alten böhmischen Adels 1895 Kekule von Stradonitz) als Sohn einer Darmstädter Beamtenfamilie mit adeligen böhmischen Vorfahren. Sein Vater Ludwig Karl Kekulé (1773–1847) war Oberkriegsrat und Rosenzüchter. Sein Bruder Emil Kekulé war Kreisrat und seine Schwester Mimi (Maria Wilhelmine, 1831–1899) war mit dem Mediziner Alexander Knoblauch verheiratet. Sein Vetter Reinhard Kekulé von Stradonitz war ein Klassischer Archäologe.
Als Kekulé die Engländerin Stephanie Drory (* 1842, Tochter des Gaswerkunternehmers George William Drory) 1862 in Gent heiratete und im Jahr 1863 der Sohn, der spätere Genealoge und Jurist Stephan Kekule geboren wurde, wurde jeweils die Schreibweise Kekulé amtlich beurkundet, um nach französischer Grammatik die Aussprache des Schluss-E phonetisch zu verdeutlichen. Nur zwei Tage nach der Geburt starb Stephanie Drory an Kindbettfieber. Aus Kekulés 1876 geschlossener zweiten Ehe mit Luise Högel (1845–1920) gingen weitere drei Kinder hervor.

### Jugend
In seiner Jugend waren Kekulés Hobbys Wandern, Botanik, das Sammeln von Schmetterlingen und Zeichnen. Er begann seine Schulzeit am humanistischen Ludwig-Georgs-Gymnasium in Darmstadt und war ein guter Schüler mit einer Begabung für Sprachen, so dass er neben Deutsch auch Französisch, Italienisch und Englisch sprach.
Obwohl Kekulé ein schwächlicher Jugendlicher war, entwickelte er sich zu einem robusten und gesunden Erwachsenen, der bis zum Ende seiner Schulzeit 1847 sportlich sehr aktiv war. Er liebte es zu jonglieren und zu tanzen und war ein talentierter und unterhaltsamer Imitator.

### Studium
Da er ein begnadeter Zeichner war und sein Vater eng mit berühmten Architekten befreundet war, begann er an der Universität Gießen Architektur bei Hugo von Ritgen zu studieren. Er wandte sich dann aber der Chemie zu, als er Vorlesungen von Justus von Liebig besuchte. Für ein Semester war er auf dem Polytechnikum in Darmstadt, da seine Verwandten ihm eine Bedenkzeit bezüglich seines Werdegangs auferlegten. Vorübergehend besuchte er die Pariser Universität, war dort Schüler von Jean Baptiste Dumas und lernte Charles Frédéric Gerhardt und Adolphe Wurtz kennen. 1852 promovierte er bei Liebig mit der Arbeit Über die Amyloxydschwefelsäure und einige ihrer Salze. Anschließend wurde er Assistent beim Liebig-Schüler Adolph von Planta (1820–1895) in Schloss Reichenau, Graubünden (Schweiz).

### Forschung
Seine kreative Phase begann, als er 1854 bis 1855 als Assistent von John Stenhouse im St Bartholomew’s Hospital in London tätig war. Er freundete sich dort auch mit Alexander William Williamson an. In England führte er als erster Chemiker den Schwefel in organische Verbindungen durch Ersetzung eines Sauerstoffs ein. Er synthetisierte Thiocarbonsäuren und Mercaptane aus Diphosphorpentasulfid. Schon in England bevorzugte Kekulé die Schreibweise von Charles Gerhardt, um in einer Formel anzudeuten, dass Schwefel und Sauerstoff zweibasisch (zweiwertig), Wasserstoff und Chlor nur einbasisch sind.

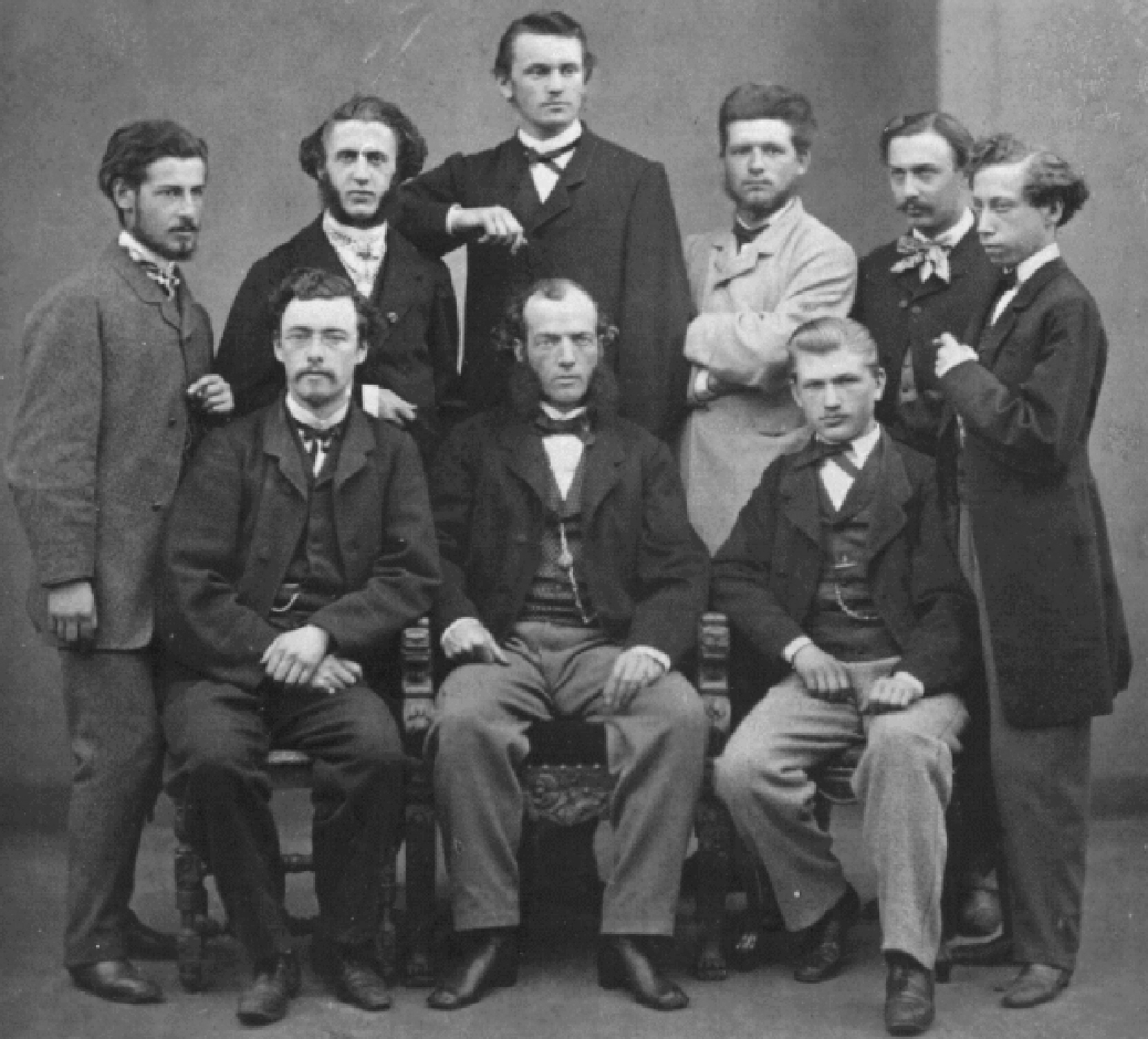
Kekulés letztes Jahr in Gent, sitzend Mitte

1856 habilitierte er sich in Heidelberg, war dort 1856 bis 1858 Privatdozent und lieferte sich in dieser Zeit hitzige Debatten mit Adolf von Baeyer. 1858 wurde er unter anderem durch Liebigs Fürsprache ordentlicher Professor für Chemie an der Universität Gent in Belgien und folgte 1867 einem Ruf der Universität Bonn. Sein Assistent Theodore Swarts übernahm danach den Lehrstuhl, sein experimentell überaus erfolgreicher Assistent Carl Glaser folgte ihm nach Bonn.
Als Kekulé 1867 nach Bonn berufen wurde, war das neue chemische Institut beim Poppelsdorfer Schloss erst im Rohbau fertig. Er hatte wesentlichen Einfluss auf die Einrichtung und die Innenausstattung des großen Gebäudes, was es zu einem der am besten ausgestatteten Institute in ganz Deutschland machte; am 11. Mai 1868 konnte es bezogen werden. Er zog dadurch viele deutsche und ausländische Studenten an den Rhein, so dass das Gebäude bald zu klein wurde. Ein Anbau wurde erst genehmigt, als Kekulé einen Ruf nach München als Nachfolger von Justus von Liebig ablehnte.
Kekulé war weniger praktischer Chemiker als vielmehr ein Theoretiker; seine Beiträge waren teilweise sehr spekulativ. Sein Hauptwerk lag in der Darstellung von organischen Molekülen durch Strukturformeln. Vor ihm kannte man nur das Kohlenstoff-Wasserstoff-Sauerstoff-Verhältnis der organischen Verbindungen und gab die Verbindungen in Summenformeln (genauer als Radikale) in der Literatur auch so an. Sein Arbeitsgebiet war die Kohlenstoff-Chemie und die Aufklärung der Konstitution aromatischer Verbindungen.

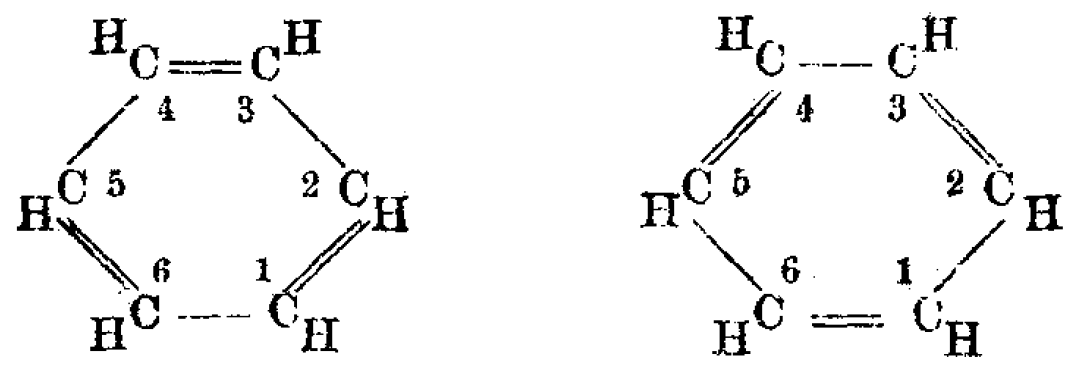
Historische Kekulé-Benzol-Formel aus der Originalpublikation

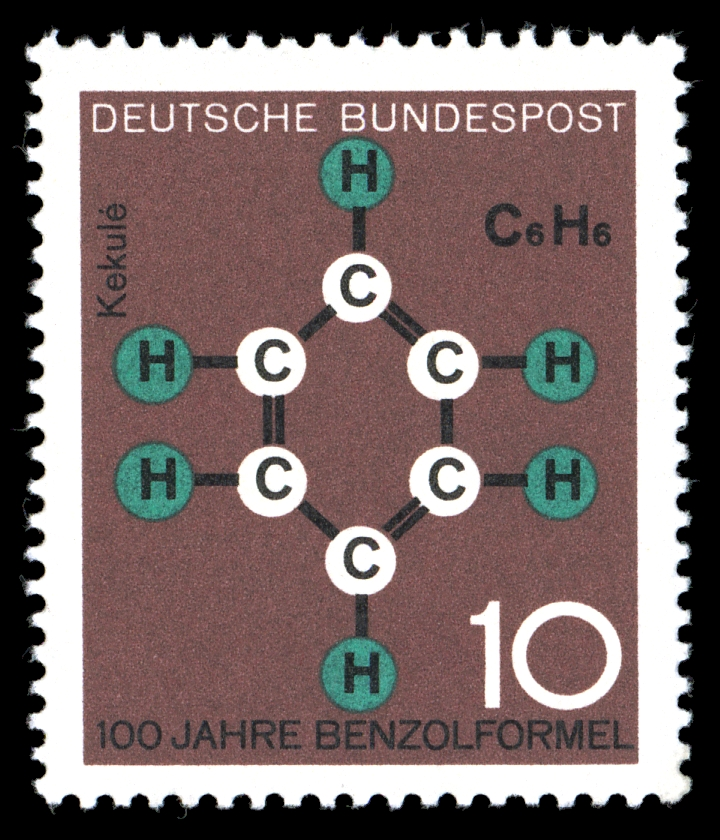
Klassische Symbolik der organischen Chemie – Benzolformel von August Kekulé, dargestellt auf einer Briefmarke aus dem Jahre 1964

Er erkannte gleichzeitig mit A. S. Couper 1858 die Vierwertigkeit des Kohlenstoffs und das Vorhandensein von Kohlenstoff-Kohlenstoff-Bindungen. Für die Zahl x der Bindungspartner eines Atoms gebrauchte Kekulé die Begriffe „x-atomig“, „x-basisch“, später dann den von Emil Erlenmeyer eingeführten Begriff „wertig“ sowie den Begriff Valenz, den Hermann Wichelhaus eingeführt hatte. Aus der Anzahl der Atome und deren Valenzen konnten nun chemische Strukturen abgeleitet werden, die sich leicht auf ein Blatt Papier schreiben ließen. Alexander Butlerow schlug in Speyer im Jahr 1861 den Begriff chemische Struktur zur Darstellung eines Moleküls mit seinen Valenzen vor. Schon in Kekulés Lehrbuch der organischen Chemie aus dem Jahr 1859 wurden die Ideen zur Strukturchemie entwickelt. Erst in seinem Lehrbuch von 1864 gebrauchte Kekulé die Strukturformeln zur Darstellung organischer Moleküle. Durch die Strukturformel konnte jeder Chemiker schnell erkennen, wie das Molekül eines Stoffs aufgebaut ist.
Die Strukturen der aromatischen Verbindungen waren ihm zu diesem Zeitpunkt noch unbekannt.
Er veröffentlichte seinen Vorschlag zur Struktur des die Basis aromatischer Verbindungen darstellenden Benzolrings erstmals 1865 in einer französischen Zeitschrift und veröffentlichte ihn 1866 auf Deutsch in Liebigs Annalen unter dem Titel Untersuchungen ueber aromatische Verbindungen. Da die Moleküle vieler Verbindungen des Steinkohleteers, des wichtigsten Rohstoffs für organische Chemiker in dieser Zeit, aus einem oder mehreren Benzolringen bestanden, war die Kenntnis der Struktur des Benzols besonders wichtig. Nun konnten Chemiker für alle aromatischen Verbindungen aus der Elementaranalyse und den chemischen Reaktionen die Strukturformeln ableiten und neue Verbindungen auf Basis dieser Formeln synthetisieren. Die Strukturformeln bildeten die Basis für Fortschritte in der Chemie.
Viele seiner Schüler wurden ebenfalls Professoren oder waren erfolgreich in der chemischen Industrie. Bedeutende Schüler waren Richard Anschütz (Habilitation), Otto Wallach (Habilitation), Ludwig Claisen (Doktorand), Theodore Swarts (1839–1911), Theodor Zincke (Habilitation), Adolf von Baeyer (Doktorand), Jacobus Henricus van ’t Hoff (Student), Emil Fischer (Student) und Carl Glaser (Habilitation).
Nach einer Masern-Erkrankung, die seine Gesundheit erheblich beeinträchtigte, wandte er sich verstärkt der Veröffentlichung seiner Arbeiten zu. Viele seiner Arbeiten erschienen in den Annalen der Chemie und Pharmacie. Sein einflussreichstes Werk war das unvollendet gebliebene Lehrbuch der organischen Chemie, dessen vier Bände in den Jahren 1859 (Nachdruck 1861 und 1867), 1866, 1882 und 1887 erschienen.

### Nachleben

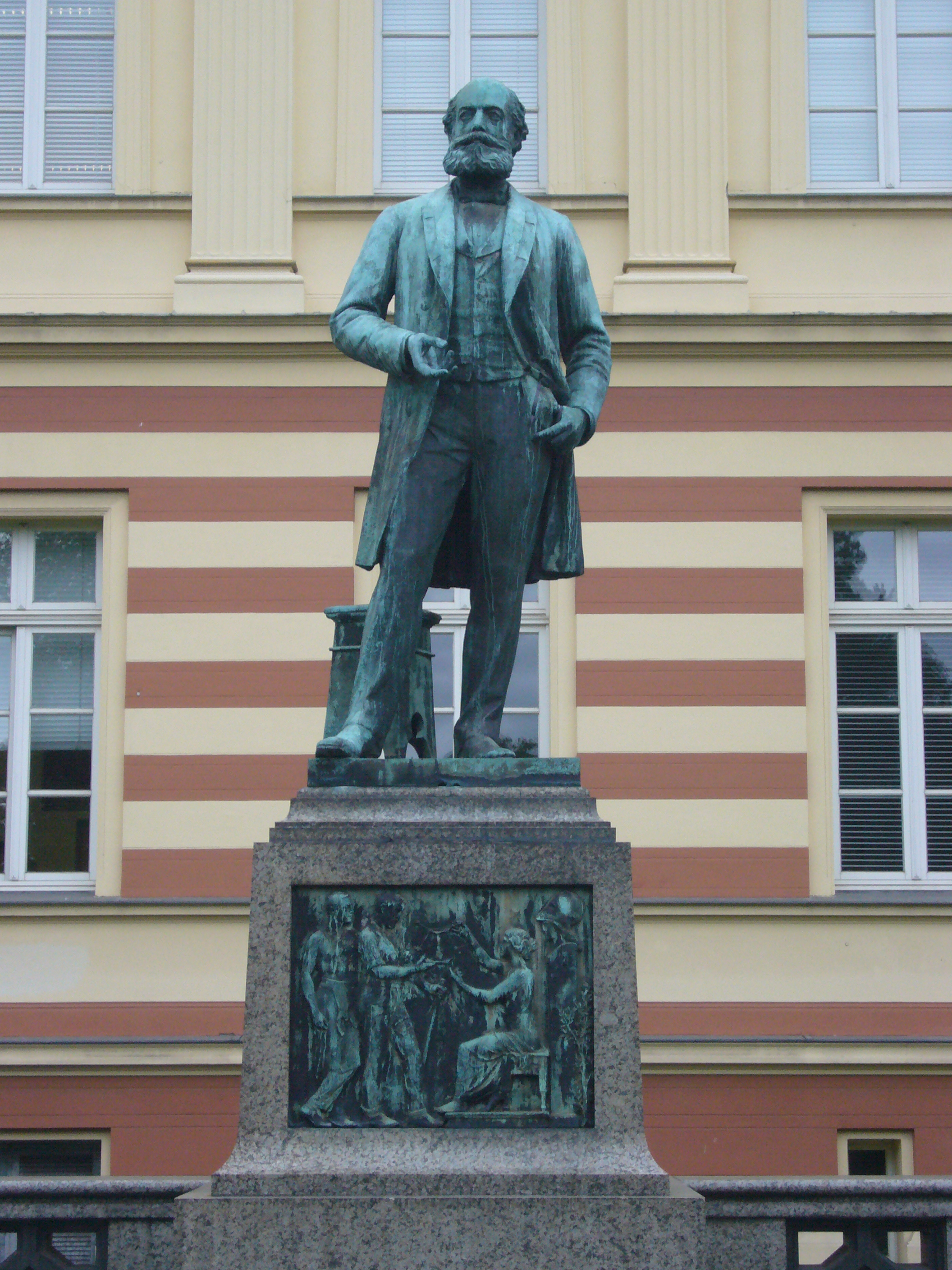
Denkmal vor dem alten Chemischen Institut der Bonner Universität

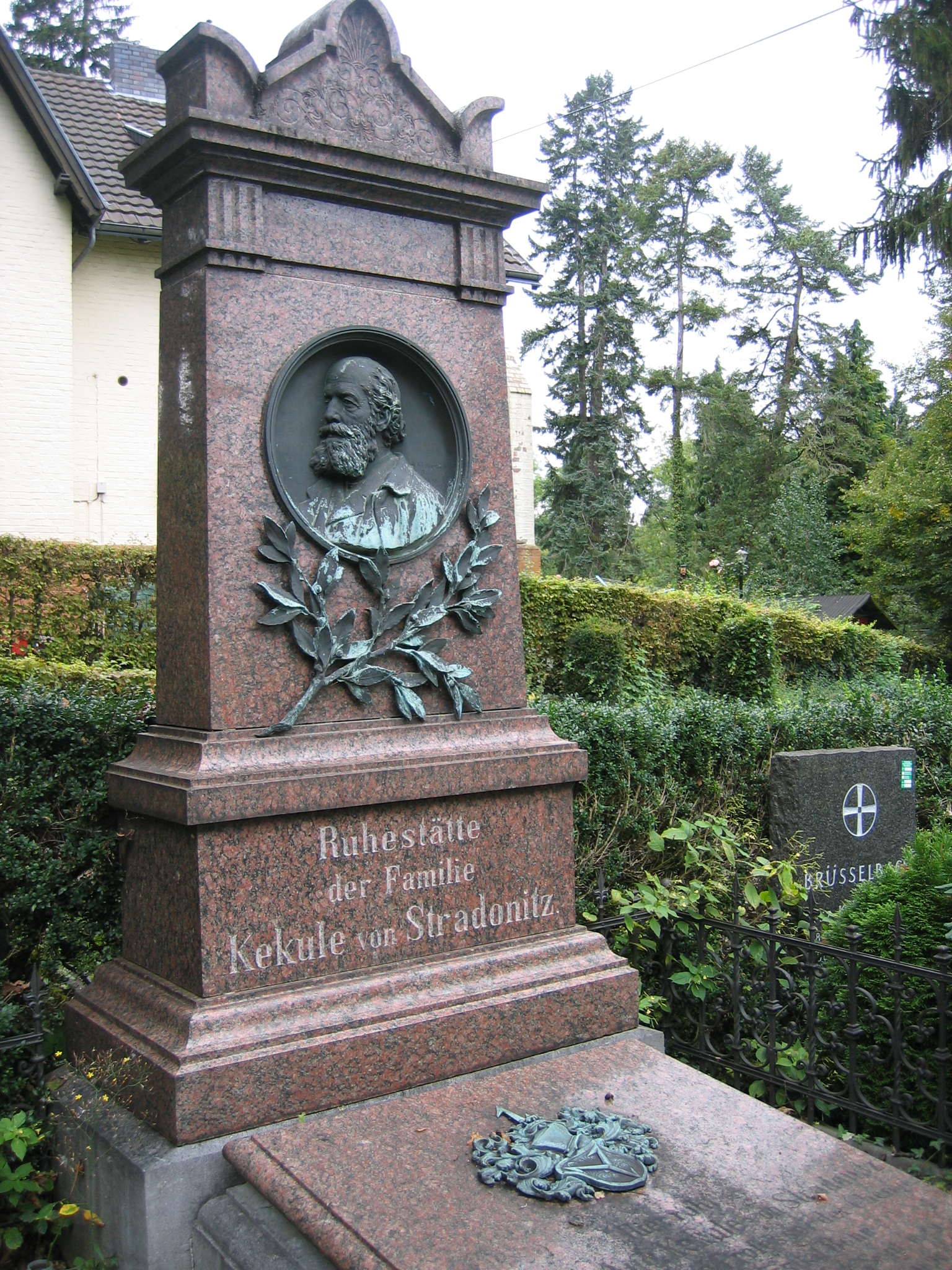
Grab Kekulés in Poppelsdorf

Kekulé starb 1896 in Bonn und wurde in einem Ehrengrab auf dem Poppelsdorfer Friedhof beigesetzt, wo man sein Grab noch heute besuchen kann. Sein von Hans Everding erschaffenes und 1903 errichtetes Denkmal steht vor dem alten Chemischen Institut der Bonner Universität in der Meckenheimer Allee 168. Ähnlich wie das berühmte Brüsseler Manneken Pis wird die Statue von Zeit zu Zeit mit verschiedenen saisonalen Utensilien ausstaffiert; im Gegensatz zum Manneken Pis jedoch nicht aus offizieller, etablierter Tradition, sondern eher sporadisch und spontan. Am 9. Mai 2014 wurde am gleichen Ort auch eine Gedenktafel im Rahmen des Programms Historische Stätten der Chemie enthüllt. Seit 1905 gibt es in Bonn-Poppelsdorf die Kekuléstraße. Kekulés Nachlass befindet sich im Archiv des Deutschen Museums in München.

## Ehrungen und Auszeichnungen
1877/78 amtierte er als Rektor der Universität Bonn.
In den Jahren 1878, 1886 und 1891 wurde er zum Vorstand der Deutschen Chemischen Gesellschaft zu Berlin gewählt.
Die Académie royale de Belgique nahm ihn im Dezember 1864 als assoziiertes Mitglied auf. 1875 wurde er zum auswärtigen Mitglied der Royal Society gewählt, deren Copley-Medaille er 1885 erhielt. Ebenfalls 1875 wurde er zum Ehrenmitglied (Honorary Fellow) der Royal Society of Edinburgh gewählt. 1887 wurde er korrespondierendes Mitglied der Russischen Akademie der Wissenschaften in St. Petersburg. 1892 wurde er in die National Academy of Sciences, 1893 in die American Academy of Arts and Sciences aufgenommen. 1875 wurde er korrespondierendes und 1885 auswärtiges Mitglied der Preußischen Akademie der Wissenschaften. Der Königlich Niederländischen Akademie der Wissenschaften (KNAW) gehörte er seit 1888 als auswärtiges Mitglied an. 1893 wurde er korrespondierendes Mitglied der Académie des sciences.
1970 wurde ein Mondkrater und 2010 der Asteroid (13254) Kekulé nach ihm benannt.
Das Universitätsinstitut für Organische Chemie und Biochemie (heute in Bonn-Endenich angesiedelt) wurde ihm zu Ehren „Kekulé-Institut“ benannt.
An der Technischen Universität Darmstadt ist der Haupt-Hörsaal des Fachbereichs Chemie nach ihm benannt.
Kekulé war Ehrenmitglied der Turnerschaft im VC Cimbria Bonn (heute Bonner Turnerschaft im CC Cimbria-Istaevonia).

## Bindungstheorie
Vor Kekulés Theorie gab es nur vage Vorstellungen, wie die Atome in einem Molekül miteinander verknüpft sind. Bindungen zwischen einzelnen Atomen und Strukturformeln waren noch nicht bekannt. Kekulé gebrauchte noch die Begriffe „atomig“ oder „basisch“ für die Angabe der Anzahl der Bindungspartner eines Atoms. Erlenmeyer benutzte die Bezeichnungen ein-, zwei- drei- und vierwertig für die Zahl der Bindungspartner eines Atoms. Viele Chemiker zu seiner Zeit dachten, dass die Strukturen von Molekülen nicht erkennbar sein könnten, da Reaktionen ja die Struktur unvorhersagbar veränderten. Kekulé untersuchte verschiedene Kohlenstoffverbindungen, insbesondere Benzol.
Schon im Jahre 1858 postulierte Kekulé:
- Kohlenstoffatome können sich zu Ketten in beliebiger Länge und Komplexität verbinden.
- Kohlenstoffatome sind immer 4-wertig, können also vier Bindungen eingehen (Anm.: Kekulé war der erste Chemiker, der dies formulierte).
- Die Zahl der einwertigen Bindungspartner an einer linearen Kohlenstoffkette mit n C-Atomen ist (2*n + 2).
- Die Untersuchung von Reaktionen ermöglicht es, Informationen über die Anordnung der Atome zu gewinnen.

Bei der Kekulé-Feier im März 1890 beschrieb Kekulé seine Entdeckungen wie folgt:
„Man hat gesagt: die Benzoltheorie sei wie ein Meteor am Himmel erschienen, sie sei absolut neu und unvermittelt gekommen.
Meine Herren! So denkt der menschliche Geist nicht. Etwas absolut Neues ist noch niemals gedacht worden, sicher nicht in der Chemie.“
In der Folge des Vortrages ging er auf die anderen Forscher zur Strukturchemie ein: Auguste Laurent, Jean Baptiste Dumas, Jöns Jacob Berzelius, Edward Frankland.
Kekulé berichtete weiter von seinen Träumereien in einem Omnibus:
Ich versank in Träumereien. Da gaukelten vor meinen Augen die Atome. Ich hatte sie immer in Bewegung gesehen, jene kleine Wesen, aber es war mir nie gelungen, die Art ihrer Bewegung zu erlauschen. Heute sah ich, wie vielfach zwei kleinere sich zu Pärchen zusammenfügten; wie grössere zwei kleine umfassten, noch grössere drei und selbst vier der kleinen festhielten, und wie sich Alles in wirbelndem Reigen drehte. Ich sah, wie grössere eine Reihe bildeten und nur an den Enden der Kette noch kleinere mitschleppten. ... 
... Der Ruf des Conducteurs, Clapham Road, erweckte mich aus meinen Träumereien.
Und weiter:
Mit Schnellzügen macht man keine Forschungsreisen und durch das Studium selbst der besten Lehrbücher wird man nicht zum Entdecker. - Wer sich zum Forscher ausbilden will, muss die Originalwerke der Reisenden studiren; so gründlich, dass er nicht nur zwischen den Zeilen zu lesen, sondern die selbst da nicht zum Ausdruck gebrachten Gedanken zu errathen vermag. Er muss den Pfaden der Pfadfinder folgen; auf jede Fussspur, auf jeden geknickten Zweig, auf jedes gefallene Blatt muss er achten.

Illustration: Benzolring und Ouroboros

Überraschend einfach machte er so die Vielfalt der Kohlenstoffverbindungen verständlich und brachte Ordnung in das vorherrschende Wirrwarr. Die Struktur des Benzols blieb jedoch eine offene Frage. Kekulé berichtete 1890 von einem Wachtraum. In der Nacht seiner Entdeckung im Winter 1861 sei er an seinem Schreibtisch gesessen und habe im Halbschlaf das Funkenspiel des Kaminfeuers betrachtet. Mit einem Male, so erzählte er, hätte ein Traum die lang gesuchte Lösung gebracht: Er habe die Kohlenstoff- und Wasserstoffatome vor seinen Augen tanzen gesehen. In diesem Traum sei ihm das alte, alchimistische Symbol der Ouroborosschlange erschienen, deren Kopf sich in den eigenen Schwanz beißt.
Ebenfalls schon 1861 verwendete Loschmidt in seiner wenig beachteten Publikation „Constitutions-Formeln der organischen Chemie in graphischer Darstellung“ einen Ring als Symbol für Benzol.
1865 veröffentlichte Kekulé in französischer Sprache (er war 1858–1867 Lehrstuhlinhaber in Gent) die erste Fassung seiner Benzol-Theorie. Diese Theorie gründete auf dem Grundsatz, dass das Molekül des Benzols in einem Ring von sechs Kohlenstoffatomen besteht. 1866 veröffentlichte er einen längeren deutschen Artikel (in Liebigs Annalen der Chemie) über dasselbe Thema.
1870 entdeckte er die Azokupplung; 1872 ergänzte er seine Benzol-Theorie durch die Oszillationshypothese über die alternierenden Einfach- und Doppelbindungen zur Erklärung der Eigenschaften von Benzol.
Kekulés Arbeiten trugen entscheidend zur Entwicklung der organischen Chemie bei und führten zu einem Boom der deutschen Chemieindustrie, allen voran der Farbstoffhersteller.